# Pałac w Prośnie
Pałac w Prośnie (Pałac rodu von Eulenburg) – pałac wraz z zespołem parkowym i zabudowaniami gospodarczymi znajdujący się we wsi Prosna w gminie Korsze w powiecie kętrzyńskim w województwie warmińsko-mazurskim. Pierwotnie wybudowany w latach 1610-1620 jako siedziba pruskiego rodu szlacheckiego von Eulenburg, linii z Prosny, a po gruntownej modernizacji w II połowie XIX wieku przebudowany na styl negotycki.

## Położenie
Pałac położony jest we wsi Prosna około 10 km na północny zachód od Korsz, 32 km od Kętrzyna i 22 km na wschód od Bartoszyc. Znajduje się przy lokalnej drodze z Sępopola do Glitajn k.Korsz oraz niedaleko drogi wojewódzkiej nr 590 na odcinku Korsze- Barciany i drogi wojewódzkiej nr 592 na odcinku Bartoszyce-Kętrzyn.

## Historia
Prosna została założona jeszcze w średniowieczu, gdy w grudniu 1376 Wielki Mistrz Krzyżacki Winrich von Kniprode wydał dokument lokujący, na 5 włókach ziemi na prawie chełmińskim, wieś Prassen. Natomiast z rodem von Eulenburg związana jest nieco później i poprzez pobliskie, odległe o 2 km i oddzielone rzeką Guber, Sątoczno. Mocą decyzji Wielkiego Mistrza von Plauena z 1486 za zasługi dla zakonu na tereny Galindii przybywają przodkowie Eulenburgów. Pierwotnie znani pod nazwiskiem Illeburg (pisownia nazwiska na obecną zmieniona w XVI wieku) osiedlają się w Galinach, Skandawie i Wykach (dawne Wicken obecnie na terytorium obwodu królewieckiego). 
W 1490 a według innych źródeł w 1520, Botho Eulenburg ożenił się z Anną Vogt von Ammerthal, jedyną córką osiadłego w Sątocznie, a przybyłego ze Szwabii rycerza Albrechta. Botho, dzięki zamianie dóbr skandawskich stał się posiadaczem leżącej nieopodal Sątoczna Prosny, a po śmierci Albrechta uzyskał również prawo do samego Sątoczna i patronatu nad miejscowym kościołem. Eulenburgowie po krótkim pobycie w Sątocznie, pod koniec XVI wieku przenoszą swoją siedzibę rodową do Prosny. Stało się to prawdopodobnie na skutek licznych pożarów (1580, 1586 i 1593), po których Sątoczno utraciło prawa miejskie i na powrót stało się wsią.
Brak jest natomiast informacji na temat siedziby Eulenburgów z tamtego okresu. Pierwsze dostępne informacje mówią o budowli wzniesionej w latach 1610-1620 przez starostę Pisza Botho Albrechta I, jednakże jej wygląd również pozostaje nieznany. Więcej wiadomo dopiero o pałacu po kolejnej przebudowie.
W 1667 roku, na zlecenie ówczesnego właściciela majątku Jerzego Fryderyka - starosty ryńskiego, architekt Józef Naronowicz-Naroński wznosi nowe barokowe założenie pałacowe. Był to pałac o wyraźnie rysującym się korpusie głównym budynku, który był zdobiony trzema naczółkami i spadzistym dachem. Ponadto w zakolu rzeki Guber umiejscowiony był park krajobrazowy, a w południowo-wschodniej części założenia liczne budynki gospodarcze. 
Dla potrzeb majątku von Eulenburgów do założeń pałacowych i otoczenia gospodarczego na przestrzeni lat wznoszono liczne budynki jak wybudowana w 1737 roku stajnia o konstrukcji szachulcowej wraz ze spichlerzem czy pochodząca z 1886 kuźnia. Szacuje się, iż w 1913 majątek rodu miał powierzchnię 3036 ha ziemi i obejmował m.in.: kilka wsi, liczne folwarki, mleczarnie, cegielnie czy młyny. 
Sam płac w niezmienionej formie przetrwał jako główna siedziba rodu aż do II połowy XIX wieku. Wtedy to, w latach 1860- 1875, na zlecenie Ryszarda Botho von Eulenburga (1838–1909), dokonano przebudowy, w modnym ówcześnie, stylu neogotyckim. Efektem była budowla bardziej przypominająca zamek niż rodową rezydencję szlachty. Wzniesiona z czerwonej cegły klinkierowej budowla posiadała liczne wieże i sterczyny, a w środku panował przepych. 
Na początku XX wieku właścicielem majątku był syn Ryszarda, lokalny działacz Fryderyk (1874–1937), który zginął w wypadku samochodowym. Po nim pałac przejął jego syn Mortimer (1905–1994). Był on ostatnim właścicielem Prosny, który pod koniec wojny dostał się do niewoli radzieckiej, skąd w 1946 wrócił do Niemiec. Podczas ofensywy Armii Czerwonej na Prusy Wschodnie w styczniu 1945, majątek zajęli Rosjanie. Stacjonowali tu do 1946 roku, cały ruchomy majątek został rozkradziony a wnętrza i pałac zdewastowane. Pozostały jedynie szafy biblioteczne i kilka zniszczonych mebli. Ocenia się, iż w 1948 pałac był zniszczony w 50%.
W okresie powojennym, kompleks zarządzany przez PGR pozbawiony był podstawowej konserwacji technicznej i popadł w ruinę. Obecnie przy pozostałościach pałacu wciąż znajduje się pochodząca z 1737 stajnia ze spichlerzem wzniesiona w technice tzw. muru pruskiego oraz schodkowa kuźnia. Aktualnie, zarówno pałac, z którego zachowały się tylko elewacje, jak i park krajobrazowy czy budynki gospodarcze znajdują się w bardzo złym stanie. 

## Architektura

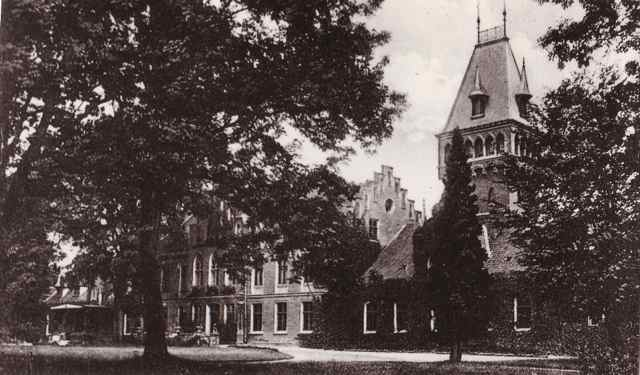
Pałac w Prośnie - w okresie świetności

Zespół pałacowy składa się z pozostałości pałacu, krajobrazowego parku angielskiego i licznych zabudowań gospodarczych. 
Sam pałac leży w zakolu rzeki Guber i został założony na planie zbliżonym do litery L. Jest to neogotycka budowla, powstała w wyniku przebudowy barokowego założenia pod koniec XIX wieku. Charakteryzuje się nieregularną bryłą przypominającą zamek. Zachowały się jedynie elewacje budynku, która wyłożona jest czerwoną klinkierowa cegłą, uzupełnioną charakterystycznymi łukowatymi oknami. Przy budynku, obok licznych pozostałości po neogotyckich pinaklach, znajduje się wysoka, ceglana, górująca nad założeniem, czworoboczna wieża widokowa. Przy wieży natomiast znajduje się cylindryczna klatka schodowa i pozostałości po arkadowej galeryjce. Cały korpus pałacu był bogaty w liczne detale i zdobienia, jak balustrady, galerie czy kute stalowe kraty, które wykonane były z niezwykłą starannością. W ruinach założenia znajduje się także częściowo zasypana piwnica.
Przy pałacu, w zakolu rzeki, znajdował się krajobrazowy ogród w stylu angielskim. Park, którego już nieliczne dzisiaj 200-letnie pozostałości otaczają założenie, bogaty był w kasztanowce, dęby, więzy, lipy czy jesiony. Zachował się w nim także fragment kamiennej groty nad rzeką.

## Powojenny epizod
Według wspomnień Cecylii Vetulani i powojennych mieszkańców wsi Prosna, w 1947 na terenie założenia pałacowego miało miejsce tajemnicze wydarzenie. Nocą, wraz z grupą uzbrojonych ludzi, pod pałac przyjechała ciężarówka. Przeszukali pałac, a następnie wynieśli z niego liczne przedmioty. Według pracowników były to słoje, konserwy oraz liczne pakunki których przeznaczenia nie znano. Po zdarzeniu, w piwnicach pałacu odnaleziono opróżnioną skrytkę, która dotychczas pozostawała zamurowaną piwnicą. 

## Zabytek
W skład zespołu pałacowego w Prośnie wchodzą obiekty wpisane do rejestru zabytków nieruchomych:
- ruina pałacu (nr rej.: dec z 13.09.1949 oraz 799 z 9.09.1968),
- stajnia szachulcowa z XVIII w. (nr rej.: 797 z 12.09.1968),
- park z przełomu XVIII i XIX w. (nr rej.: 3516 z 5.03.1981),
- kuźnia z 1886 r. (nr rej.: 2497 z 15.02.2001)
- płatkarnia z 1907 r. (nr rej.: 2498 z 15.02.2001).